# لواء هارئيل
لواء هارئيل ((بالعبرية: חטיבת הראל‏) هاتيفات هاريل) هو لواء احتياط من قوات الدفاع الإسرائيلية لعب دورا حاسما في حرب فلسطين عام 1948 المعروفة أيضا باسم «حرب الاستقلال» في إسرائيل وحاليًا جزء من القيادة الشمالية، كان في الماضي أحد فرق البلماح وهو النخبة المقاتلة من الهاغانا التي بقيت في الجيش الإسرائيلي.

## التاريخ

### حرب 1948

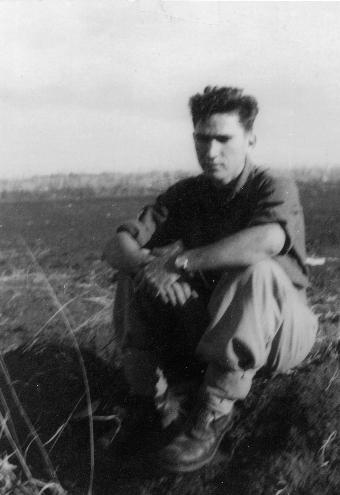
رافائيل إيتان، القائد المجموعة أ من الكتيبة الرابعة للواء هاريل (1948)

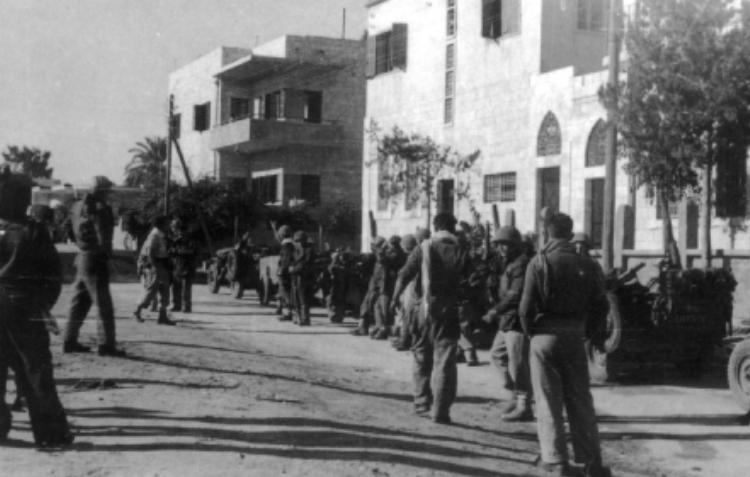
الرملة 1948. مقر كتيبة هاريل العاشرة

تأسست لواء هارئيل في 16 أبريل 1948 كشعبة من البلماح بعد عملية القسطل مباشرة، وكان يتألف من ثلاث كتائب (ها-بورتزيم - المعروفة باسم الكتيبة الثانية؛ وشعار هاجاي - المعروفة باسم الكتيبة الأولى؛ وكتيبة جفعاتي الـ54) بقوة 1400 رجل،  كانوا قد حاربوا في عملية القسطل في منطقة القدس، لذلك اسم هارئيل («جبل الله») مأخوذ من جبل صهيون في القدس.  كانت وحدة المشاة هذه برئاسة إسحاق رابين، الذي تم تعيينه القائده الأول لها والذي تم استبداله لاحقاً بجوزيف تابنكين.  خلال المرحلة المبكرة من حرب فلسطين عام 1948، أصبحت وحدات البلماح وحدات قتالية تكتيكية في أبريل 1948، وتشكل لواء هارئيل (كان يُعرف باللواء العاشر) لقيادة جميع الوحدات في ممر القدس وتلاله. كانت المهام الرئيسية للواء، بالإضافة إلى العمل «كقوة تشتيت» كلما دعت الحاجة، ذات شقين:
- لتحصين المنطقة وحراستها من هجمات القوات العربية المحلية واكتساب الأرض حيثما أمكن من أجل السماح بمرور قوافل الإمدادات إلى القدس.
- لتدريب وتنظيم القوات في إطار الجيش.

عند تأسيسه، بدأ اللواء بعملية هارئيل التي كانت استمرارًا مباشرًا لعملية القسطل بين 16 و 21 أبريل 1948. في 22 أبريل تم تعيين اللواء في عملية يبوسي بهدف السيطرة على التلال الشمالية المطلة على القدس، ثم السيطرة على الأحياء الجنوبية للمدينة. وخلال هذه العملية، أصيبت الفرقة بثلاث وثلاثين قتيلاً في معركة النبي صموئيل وتسعة عشر قتيلاً في حي كاتامون.  